# Anfernee Lopena
Anfernee Lopena (* 11. Februar 1994 in Tagbilaran) ist ein philippinischer Leichtathlet, der sich auf den Sprint spezialisiert hat.

## Sportliche Laufbahn
Erste internationale Erfahrungen sammelte Anfernee Lopena bei den Asienmeisterschaften 2017 in Bhubaneswar, bei denen er mit 10,95 s im Halbfinale des 100-Meter-Laufs ausschied. Anschließend gewann er bei den Südostasienspielen in Kuala Lumpur in 39,11 s die Bronzemedaille mit der philippinischen 4-mal-100-Meter-Staffel und schied im Einzelbewerb mit 10,71 s im Vorlauf aus. Im Jahr darauf nahm er mit der Staffel an den Asienspielen in Jakarta teil und schied dort mit 39,59 s in der Vorrunde aus. Bei den Asienmeisterschaften 2019 in Doha schied er mit 10,66 s im Halbfinale aus und belegte mit der Staffel in 40,10 s den sechsten Platz. Anfang Dezember belegte er bei den Südostasienspielen im heimischen Capas in 10,61 s den fünften Platz und gewann mit der Staffel in 40,04 s die Bronzemedaille hinter den Teams aus Thailand und Malaysia. Zudem siegte er mit der gemischten 4-mal-100-Meter-Staffel in 41,67 s. 2022 startete er erneut bei den Südostasienspielen in Hanoi und gelangte dort mit 10,90 s auf Rang acht über 100 Meter. Im Jahr darauf schied er bei den Südostasienspielen in Phnom Penh mit 10,86 s und 22,10 s jeweils in der Vorrunde über 100 und 200 Meter aus und belegte mit der Staffel in 41,02 s den fünften Platz.
2022 wurde Lopena philippinischer Meister im 100-Meter-Lauf.

## Persönliche Bestleistungen
- 100 Meter: 10,41 s (+0,6 m/s), 28. April 2022 in Pasig
- 200 Meter: 21,80 s, 28. September 2014 in Pasig City